# Irina Fedorova
Irina Konstantinovna Fedorova ou Fiodorova (en russe : Ири́на Конста́нтиновна Фё́дорова), née le 28 novembre 1931 à Léningrad (URSS) et décédée le 7 décembre 2010 à Saint-Pétersbourg (Russie), est une historienne et ethnologue soviétique, spécialiste en ethnographie, culture, folklore, langue des peuples de Polynésie orientale, particulièrement du peuple rapanui de l'Île de Pâques, auteur du décryptage reconnu de l'écriture hiéroglyphique de la langue rapanui.
Elle était collaboratrice scientifique au Département de l'Australie, de l'Océanie et de l'Indonésie du Musée d'anthropologie et d'ethnographie de l'Académie des sciences d'URSS de Léningrad (aujourd'hui Saint-Pétersbourg).

## Biographie

### Enfance et jeunesse
Irina Konstantinovna Fedorova est née à Léningrad en 1931. Son père, Konstantin Andreïevitch Mojaïski, était typographe, sa mère, Lydia Romanovna Steinberg, enseignait la langue allemande dans les écoles de Léningrad.

### Les débuts
En 1956, elle termine avec mention honorable la faculté de lettres de l'université de Léningrad, diplômée ès lettres et langue française, et dès août 1958 commence à travailler à l'Institut d'Ethnographie de l'Académie des sciences d'URSS situé à Léningrad (la Kunstkamera), s'occupant de l'étude de la langue rapanui et de son folklore sous la conduite du professeur Iouri Valentinovitch Knorozov, linguiste spécialiste de transcription et de translittération. Dans cet institut, à présent Musée d'anthropologie et d'ethnographie de l'Académie des sciences de Russie, elle a étudié pendant cinquante-deux ans dans le groupe de sémiotique ethnique présidé par Youri Knorozov, dans le secteur de l'Amérique, au département de l'Australie et de l'Océanie.

### Spécialiste de la culture de l'Île de Pâques

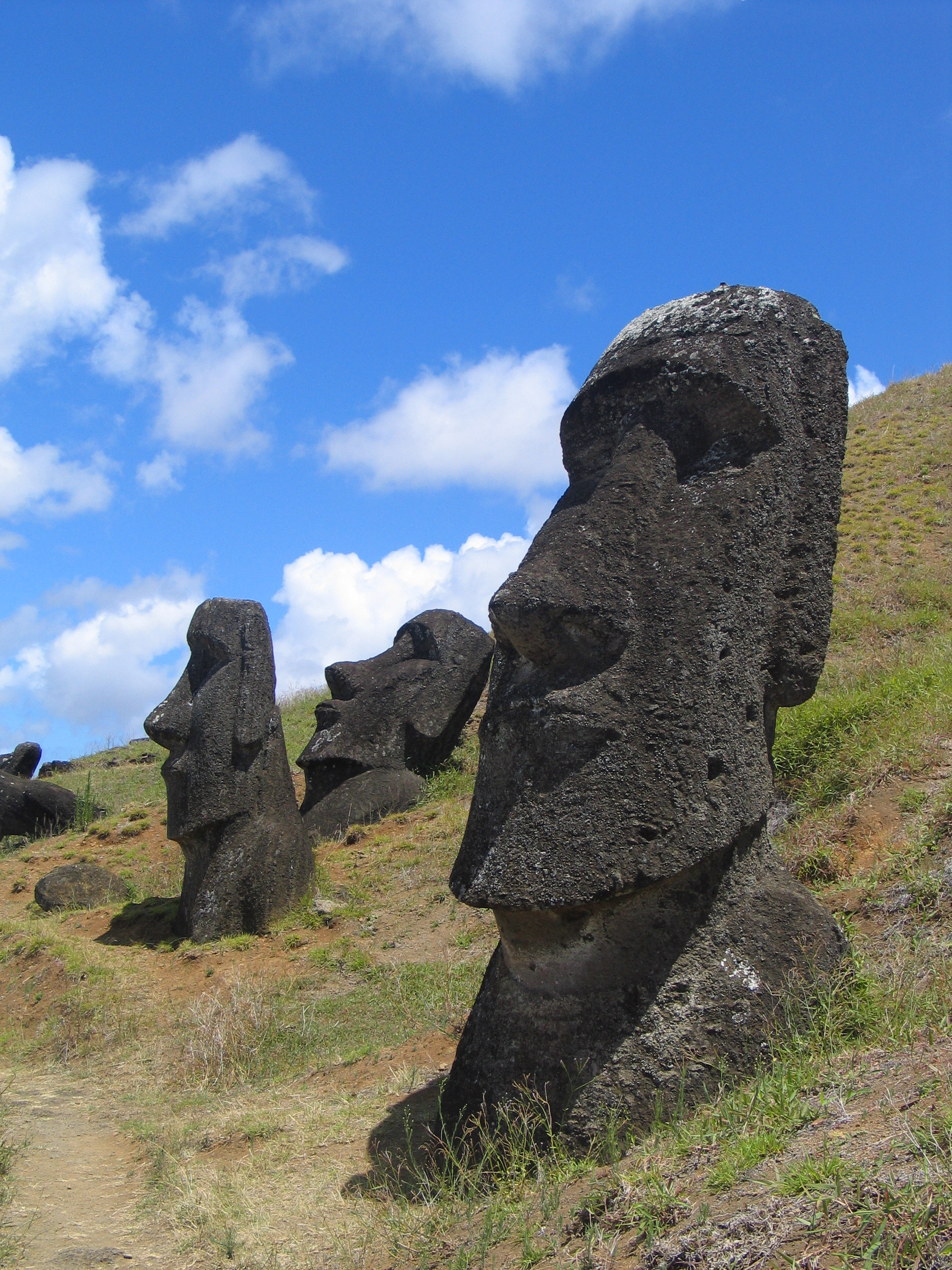
Statues de l'Île de Pâques

En 1966, elle soutient sa thèse Le folklore de l'Île de Pâques comme source historique ; en 1978, elle publie la monographie Les Mythes et les légendes de l'Île de Pâques, qui est jusqu'à maintenant la seule monographie disponible dans la science mondiale au sujet de le mythologie traditionnelle pascuane. Pour cette publication, elle est honorée des prix N.N. Mikloukho-Macklay de l'Académie des sciences d'URSS en 1981. En 1987, ce travail est publié à Budapest en hongrois. Elle y fait dans ce livre les traductions des légendes des cahiers écrits à la main rapportés de l'Île de Pâques en 1956 par l'explorateur norvégien Thor Heyerdahl. Les savants étrangers n'ont pas pu traduire ces textes écrits en langue rapanui à cause de la décomposition incorrecte des mots, c'est pourquoi Heyerdahl s'est adressé à la Kunstkamera pour obtenir de l'aide, sachant combien l'école de décryptage et de translittération de Léningrad était réputée. Il a publié les manuscrits, traduits par Irina Fedorova, dans le second volume des Travaux de l'expédition archéologique norvégienne (1965).
En continuant à étudier la culture de l'Île de Pâques (Rapa-Nui), en 1988, Irian Fedorova a publié une deuxième monographie sur le folklore, Les Mythes et légendes de l'Île de Pâques (1988), insérant pour la première fois dans la science mondiale un dictionnaire général de la langue rapanui (thème et version), et la traduction de cette langue du manuscrit « Е », rapporté par l'investigateur allemand Thomas Barthel et publié par lui sans traduction en 1974.
Son livre L'Île de Pâques. Essais de culture aux XIXe-ХХe siècles (1993), thèse de doctorat d'Irina Fedorova publiée en 1994, est consacré à l'histoire du peuplement de l'Île de Pâques, à l'ethnogenèse de ses habitants et à l'élucidation de nombre d'énigmes concernant cette civilisation ancienne et originale. Irina Fedorova y analyse les aspects les plus intéressants de la culture des Rapa-Nui aborigènes: leur folklore, leur langue, leurs chants, en lien avec les jeux de la ficelle, les particularités de leurs tatouages, la construction des statues colossales, etc., et démontre également la sémantique des figurines funèbres tressées et sculptées sur bois.
Elle publie dans des articles de 1960 les premiers résultats de son travail sur l'écriture Kohau Rongorongo, confirmant le caractère hiéroglyphique des textes rapanui. Les recherches ultérieures démontrent que les textes de l'Île de Pâques sont écrits dans une langue se distinguant fortement de la langue moderne rapanui. Tous les signes "variables" (les mots - outils transférants) manquaient. Un progrès dans l'étude de l'écriture rongorongo s'est dessiné, quand il est devenu clair qu'il fallait conduire la lecture et la traduction des textes sans les rompre par des blocs de signes ou des fragments contenant une série de blocs, mais successivement aller du premier au dernier signe. La particularité principale des textes, c'est l'homonymie fortement exprimée, qui est le moyen le plus confortable de cette écriture et qui reflète bien les particularités de la langue rapanui.

Le bilan du décodage de cette écriture hiéroglyphique a été présenté par Irina Fedorova en 1995 dans sa monographie, Les tablettes kohau rongorongo de la Kunstkamera (1995), qui est récompensé la même année par le prix de la Présidence de l'Académie des sciences de Russie.
Dans ce livre, elle propose une lecture intégrale et une traduction intégrale de textes, basées sur deux tablettes rapanui, issues de la collection de la Kunstkamera. Tout le corpus des textes hiéroglyphiques conservés dans différents musées du monde paraît en 2001 dans son ouvrage, Les Tablettes parlantes de l'Île de Pâques. Décodage, lecture et traduction.
En outre, Irina Fedorova décrypte un autre modèle d'écriture hiéroglyphique tardive non-standardisée sur la tablette «Ika» de Madrid, tablette rapportée par Francis Mazière, qui est qualifié d'écriture de Tomenika Tau a Ure.
En dehors du décodage de l’écriture rongorongo (à qui sont consacrés deux livres et vingt articles), Irina Fedorova écrit plus d'une centaine d'articles publiés en Russie et à l'étranger - aux États-Unis, en Angleterre, en France, en Allemagne, ou au Chili. Ils sont consacrés à divers problèmes concernant l'ethnographie, la culture, le folklore, la langue de l'Île de Pâques et les habitants des autres îles de Polynésie (les îles Hawaï, la Nouvelle-Zélande, les îles Marquises, Mangareva, Tahiti, Samoa, Tonga). Elle y étudie également l'origine des peuples d'Océanie et leurs liens entre différentes îles, le rôle des Areoi (en) des îles de Polynésie, la linguistique des langues polynésiennes et indiennes; les pétroglyphes, le zodiaque, le calendrier, la paléoastronomie, la toponymie, les termes de la parenté et les systèmes sociaux, la mythologie, les représentations religieuses, les contes folkloriques, les jeux, le tatouage, la sémantique des sculptures des Polynésiens, etc.
I. K. Fedorova prit part aux travaux du VIIe Congrès international d'archéologie et d'ethnographie qui se tint à Moscou en 1964, y faisant lecture d'exposés dans les différents séminaires, conférences et colloques.

### Spécialiste de l'histoire polynésienne
Une autre sphère de l’activité scientifique d'I. K. Fedorova est l’étude de l'histoire et l'étude ethnographique de l'île de Pâques et des autres îles de Polynésie orientale. Son livre Les Missionnaires de l'Île de Pâques (2004) est consacré à l'histoire de la première mission catholique de Rapa-Nui et à la relation des missionnaires envers la culture indigène rapanui. Elle s'appuie dans ce livre sur des documents rares d'archives et sur les publications de la Congrégation des Sacrés-Cœurs conservées au Vatican, démontrant le rôle positif de la mission du XIXe siècle dans l’étude et la préservation de la culture locale et le sauvetage des aborigènes polynésiens.
Dès 1995, Irina Fedorova participe au groupement informel intitulé « La Voie des ancêtres », qui étudie et publie des matériaux sur l'histoire de la première expédition russe autour du monde (1803−1806). Elle prend ainsi part à la préparation du grand album scientifique Autour du monde avec Krusenstern (2005). Elle est également coauteur de la monographie collective Les Russes en « mer Calme » (2006), consacré à l'héritage ethnographique des participants du premier périple des Russes sur les navires Nadejda et Neva sous le commandement d'A. J. von Krusenstern et de I. F. Lisianski. Elle y rédige, avant tout, les parties concernant les îles de Polynésie orientale – îles de Pâques, Marquises et Hawaii. Elle écrit également un recueil consacré à la Société géographique de Russie, intitulé La Société géographique de Russie. 165 ans au service de la patrie, publié sous la direction de la SGR en 2011. Elle étudiait les journaux et les manuscrits d'I. K. Horner, F. I. Chemeline, M. I. Ratmanov et d'autres participants de la première expédition russe autour du monde.
Malheureusement, un des derniers travaux d'Irina Konstantinovna Fedorova, La Sémantique des représentations sculpturales et sculptées, appuyé sur les collections polynésiennes du Musée d'anthropologie et d'ethnographie de l'Académie des sciences de Russie, est demeuré à ce jour inédit.

### Famille
- Père : Konstantin Andreïevitch Mojaïski (1902-1959).
- Mère : Lydia Romanovna Steinberg (1902-1970).
- Conjoint : Mikhaïl Lvovitch Fedorov (1933-2002), médecin militaire, microbiologiste, doktor nauk (directeur de recherches), colonel du service de santé des armées. Mariage enregistré en 1961, résilié à l'initiative de son mari en 1964.
- Fille : Olga Mikhaïlovna Fedorova, doctorante, documentaliste-bibliothécaire, illustratrice des publications d'I. K. Fedorova, coauteur de : Autour du monde avec Krusenstern (2005), Les Russes en «mer Calme» (2006), Les Missionnaires de l'île de Pâques (2004).

## Prix
- Prix N. N. Mikloukho-Macklay de l'Académie des sciences d'URSS (1981)
- Prix de la Présidence de l'Académie des sciences de Russie (1995)